# François Fillon
François Charles Armand Fillon (pronunciación en francés: /fʁɑ̃swa ʃaʁl aʁmɑ̃ fijɔ̃/; Le Mans; 4 de marzo de 1954) es un político francés que entre 2007 y 2012 ocupó el cargo de primer ministro de Francia, en el gobierno de Nicolas Sarkozy. Desde noviembre de 2016, tras ganar las primarias en su partido, fue el candidato de Los Republicanos en las elecciones presidenciales de Francia que se celebraron en 2017.

## Biografía
Fillon nació en 1954 en Le Mans, en el departamento de Sarthe, de la región de los Países del Loira. Proviene de una familia acomodada y gaullista (sus padres fueron militantes de la Unión de Demócratas por la República); su padre es notario, y su madre es una renombrada historiadora de origen vasco. Su hermano menor es un talentoso pianista.
Estudió en el colegio privado Saint-Michel-des-Perrais, y en el liceo Notre-Dame de Sainte-Croix en Le Mans; y en 1972 se graduó de Bachillerato de Filosofía. Luego continuó sus estudios en la Université du Maine (Universidad de Maine), ubicada también en Le Mans; obteniendo allí una Maestría en Derecho Público en 1976. Al año siguiente obtiene un D.E.A (Diploma de Estudios Avanzados) en Derecho Público en la Universidad de París V Descartes, en la ciudad de París; y otro D.E.A. en Ciencias Políticas en la Fundación Nacional de Ciencias Políticas.

### Carrera política
Fillon trabajó como periodista, y durante tres años hizo cursos de aprendizaje en la AFP (Agence France-Presse). Su carrera política comenzó cuando el entonces diputado por Sarthe Joël Le Theule lo contrató como su ayudante parlamentario en 1976. Cuando Theule es nombrado ministro de Transportes en 1978, designa a Fillon jefe-ayudante de su gabinete. Y cuando Theule deja de ser ministro de Transportes y se convierte en Ministro de Defensa en 1980, Fillon sigue siendo su ayudante principal. En medio de esos trabajos como funcionario público, en 1979, Fillon realizó su servicio militar obligatorio.
El 28 de junio de 1980 Fillon contrajo matrimonio con Pénélope Clarke, una mujer galesa conservadora y católica practicante como él. Con ella ha tenido cinco hijos. El 14 de diciembre de 1980 su mentor político y gran amigo, Joël Le Theule, muere en sus brazos; Fillon lo había llevado al hospital para que fuera atendido por un malestar cardíaco, pero Le Theule se desmayó nada más bajar del automóvil siendo sujetado por Fillon y falleció a pesar de los esfuerzos de los médicos para revivirlo durante tres horas (presionados por la desesperada insistencia de Fillon).
En 1981 Fillon es elegido concejal municipal de la Comuna de Sablé-sur-Sarthe; luego sería alcalde de esa misma comuna desde 1983 hasta 2001. En julio de ese mismo año (1981), Fillon es elegido diputado por la cuarta circunscripción de Sarthe a la Asamblea Nacional de Francia; con 27 años, siendo en aquel entonces el diputado más joven de la Cámara Baja del Parlamento francés.
Fillon había sido elegido como candidato del partido político Agrupación por la República; el partido que en esa época representaba a la centro-derecha gaullista y en el que militaba desde 1977. En 1986, 1988, 1993, 1997, 2002, 2007 y 2012, Fillon fue reelegido diputado (la última vez por la segunda circunscripción de París). En septiembre del 2004 fue elegido senador por Sarthe, conservando el cargo hasta noviembre de ese año; el 18 de septiembre de 2005 sería elegido nuevamente senador por Sarthe.
A comienzos del año 1981, fue jefe del servicio de trabajo legislativo y parlamentario del gabinete de Andre Giraud, ministro de Industria.
Entre 1981 y 1998 Fillon fue elegido varios períodos consecutivos consejero del Consejo General de Sarthe; en marzo de 1985 fue nombrado vicepresidente para Asuntos Económicos del Consejo General.

### Cargos ministeriales
El 29 de marzo de 1993 Fillon fue nombrado ministro de Educación Superior e Investigación por el primer ministro Édouard Balladur; en el Gobierno de cohabitación de este primer ministro gaullista con el presidente de la República socialista François Mitterrand.
Se mantuvo en este cargo hasta el 17 de mayo de 1995 cuando fue nombrado ministro para la Oficina de Correos y las Tecnologías de la Información por el primer ministro Alain Juppé y el presidente Jacques Chirac.
En la reorganización del Gobierno de Juppé del 6 de noviembre de 1995; la oficina de Fillon perdió el rango de Ministerio autónomo. Se creó el cargo de ministro de Industria, Correos y Telecomunicaciones para el que fue nombrado Franck Borotra; y Fillon fue designado ministro delegado para los Correos, las Telecomunicaciones y el Espacio, subordinado al ministro principal Borotra.
Fillon siguió en el cargo hasta el 2 de junio de 1997 cuando el primer ministro Juppé fue reemplazado por el socialista Lionel Jospin, que nombró un nuevo Gobierno de izquierda.
Paralelamente a sus primeros ejercicios como ministro, Fillon había sido presidente del Consejo General de Sarthe, entre abril de 1992 y marzo de 1998; y el 20 de marzo de 1998 fue elegido presidente del Consejo Regional de los Países del Loira, cargo que ejercería hasta el 16 de mayo del 2002 cuando renunció para convertirse una vez más en ministro.
El 6 de mayo del 2002 Fillon fue nombrado ministro de Asuntos Sociales, Trabajo y Solidaridad en el Gobierno del primer ministro Jean-Pierre Raffarin, permaneciendo en dicha cartera ministerial hasta marzo del 2004.
El 30 de marzo del 2004 Raffarin y Chirac lo nombraron ministro de Educación Nacional, Enseñanza Superior e Investigación; dejando el puesto el 31 de mayo del 2005, cuando Dominique de Villepin fue nombrado primer ministro y este decidió no incluirlo en su Gobierno (lo que originó la enemistad y la rivalidad política entre Fillon y Villepin, que fue uno de los factores para que Fillon se uniera a la campaña de Sarkozy).

### Primer ministro
Durante la larga campaña electoral para las presidenciales francesas, Fillon fue el consejero político de Nicolas Sarkozy y se convirtió en el miembro más importante de su equipo de asesores.
El 17 de mayo del 2007 el nuevo presidente Sarkozy nombró a François Fillon primer ministro, algo que no fue una sorpresa, ya que se daba por hecho desde antes de la victoria electoral definitiva de Sarkozy.
El 13 de noviembre de 2010 François Fillon presentó al presidente de la República, Nicolás Sarkozy, su dimisión y la de su gabinete, la cual fue aceptada de inmediato. Pero al día siguiente, 14 de noviembre, Sarkozy volvió a nombrar primer ministro a Fillon y le encargó la formación de un nuevo Gabinete ministerial.
Cuando el 22 de febrero de 2012 la ministra de Ecología, Desarrollo Sostenible, Transportes y Vivienda Nathalie Kosciusko-Morizet renunció a su cargo para ejercer de portavoz de la campaña electoral por la reelección de Nicolás Sarkozy, Fillon asumió las funciones de ministro de este departamento que ejerció simultáneamente a sus funciones de primer ministro por el resto de su gobierno.

### Aspirante al liderazgo conservador y presidenciable
Después de la derrota de Sarkozy en las elecciones presidenciales de 2012 y por lo tanto de la salida de Fillon del gobierno; Fillon fue de nuevo candidato a diputado a la Asamblea Nacional francesa, aunque esta vez en lugar de ser postulado por la cuarta circunscripción de Sarthe (a la que representó por más de 30 años) se postuló por la segunda circunscripción de París (la que tiene el electorado más derechista de la capital francesa) y resultó elegido en la segunda vuelta de las elecciones legislativas el 17 de junio de 2012.
Desde antes de la celebración de los comicios parlamentarios se mencionaba a Fillon como uno de los más fuertes candidatos al proceso electoral interno de la Unión por un Movimiento Popular (partido que después, en el 2015, cambiaría de nombre y sería refundado como Los Republicanos) para elegir al nuevo líder de ese partido luego del vacío dejado por la derrota del expresidente Sarkozy; el nuevo líder de la UMP estaría en un lugar ventajoso para ser el candidato presidencial del partido en las próximas elecciones del 2017. Efectivamente Fillon presentó su candidatura a presidir la UMP en el Congreso del partido a celebrarse el 18 de noviembre del 2012 y todos los sondeos lo colocaban como el candidato más popular entre los militantes del partido.
Sin embargo, al celebrarse las primarias como estaba pautado, el 18 de noviembre, el rival de Fillon y en ese momento secretario general del partido (segundo cargo en importancia de la UMP), Jean-François Copé, se proclamó ganador y Fillon hizo lo mismo; pero el escrutinio oficial dio la razón a Copé al asignarle la victoria por un estrecho margen de apenas 98 votos más que Fillon. Pero Fillon se negó a aceptar su derrota e impugnó los resultados alegando las numerosas irregularidades que rodearon al proceso; pero una comisión interna del partido habilitada para resolver recursos contra los resultados no solo confirmó la victoria de Copé sino que amplió el margen de votos a favor de este a 952 al anular los sufragios de dos federaciones regionales favorables a Fillon. Pero ya Fillon había anunciado que no acataría el dictamen de ese órgano interno partidista porque no lo consideraba neutral sino controlado por Copé y amenazó con acudir a la justicia.
El conflicto entre Copé y Fillon dividió a la UMP e incluso amenazó con generar una ruptura definitiva del partido, a pesar de la mediación del ex primer ministro Alain Juppé; la situación llegó al extremo de que el 27 de noviembre Fillon dividió el grupo parlamentario de la UMP en la Asamblea Nacional y junto con los diputados que lo apoyaban incondicionalmente fundó un nuevo grupo parlamentario provisional llamado Rassemblement-UMP (Agrupación-UMP), aunque dejó abierta la posibilidad de que su grupo volviera a unirse a la fracción parlamentaria oficial de la UMP sí se resolvía la disputa con la repetición de los comicios internos.
Finalmente el 17 de diciembre de 2012 Fillon y Copé llegaron a un acuerdo para terminar la crisis (que había perjudicado mucho la imagen de la UMP y de los dos líderes enfrentados) y salvar la unidad del partido; según ese acuerdo Copé permanecería temporalmente como presidente de la UMP, aunque compartiendo el mando con una dirección colegiada formada por dos representantes de cada bando en disputa, y las elecciones primarias internas para escoger al presidente del partido deberían repetirse en septiembre del 2013.

### Candidato presidencial para elecciones del 2017
En enero del 2016 François Fillon confirmó la presentación de su precandidatura o nominación a la candidatura presidencial del partido Los Republicanos (sucesor de la UMP) en las elecciones primarias internas de esa formación política. De esta manera ratificaba su aspiración presidencial que venía anunciando desde el año 2013. En caso de ganar, sería el candidato de su partido en las Elecciones presidenciales de Francia de 2017. Fillon competía contra varios aspirantes, entre ellos su viejo rival Jean-François Copé, el expresidente Nicolas Sarkozy (de cuyo gobierno fue primer ministro Fillon) y el ex primer ministro Alain Juppé (en cuyo gobierno Fillon fue ministro, y que posteriormente fue ministro de Fillon y Sarkozy); en la primera vuelta de las primarias, celebradas el 20 de noviembre del 2016, Fillon se impuso en el primer lugar con 1.883.855 de los votos equivalentes al 44,1 %  de los sufragios emitidos, seguido en el segundo por Juppé con 1.220.382 de los votos equivalentes al 28,6 % de los sufragios, con lo que ambos deberán disputar la segunda vuelta, quedando eliminados el resto de los aspirantes (incluyendo Sarkozy, que quedó en tercer lugar con 882.687 votos, equivalentes al 20,7 % de los sufragios).
En la segunda vuelta celebrada el 27 de noviembre, Fillon ganó con 2.914.696 votos equivalentes al 66,5 % de los sufragios, contra 1.469.259 votos equivalentes al 33,5 % de los sufragios que obtuvo su rival Juppé; por lo que será el candidato de Los Republicanos a las elecciones presidenciales convocadas en 2017. Por su trayectoria política y su discurso, a Fillon se le considera un "euroescéptico realista" y un "anti-multiculturalista activo", opositor a un europeísmo que él considera que amenaza a los intereses nacionales franceses; también se le califica de "liberal" o incluso "ultraliberal", por ser un firme partidario del liberalismo económico, que se refleja en las propuestas de su programa electoral en materia económica, como una reducción del gasto público de 100.000 millones de euros, y además un defensor de los valores tradicionales o conservador social, por propuestas como reservar la adopción plena y la procreación asistida para las parejas heterosexuales (excluyendo a las parejas del mismo sexo).
Se piensa que Fillon es el único candidato capaz de ganarle las elecciones a la candidata presidencial del Frente Nacional, Marine Le Pen; dado que representa valores y propuestas similares a los que representa Le Pen (pero con matices y ciertas diferencias significativas), por lo que podría disputarle un electorado mayoritariamente inclinado por esas políticas y desencantado con la izquierda.
El candidato es imputado en marzo de 2017 por presunto desvío de fondos públicos y apropiación indebida por el caso "Penelopegate", con el que salto el escándalo a principios de 2017 por la contratación ilegal de su mujer como asistente parlamentaria.
El 29 de junio ha sido condenado a 5 años de cárcel y a 10 de inhabilitación por el escándalo de los 'empleos ficticios'.

## Carrera política

### Carrera como ministro
- Primer ministro: 2007-2012

- Ministro de Educación Superior e Investigación: 1993-1995

- Ministro de Tecnologías de la Información y Correos: mayo-noviembre de 1995

- Ministro de Correos, Telecomunicaciones y Espacio: noviembre de 1995-1997

- Ministro de Asuntos Sociales, Trabajo y Solidaridad: 2002-2004

- Ministro de Educación Nacional, Educación Superior e Investigación: 2004-2005

- Ministro de Ecología, Desarrollo Sostenible, Transportes y Vivienda: febrero-mayo de 2012

### Mandatos electorales
- Miembro de la Asamblea Nacional de Francia en París: Desde 2012

- Miembro de la Asamblea Nacional de Francia en Sarthe: 1981-1993 (Fue nombrado ministro en 1993)/1997-2002 (Fue nombrado ministro en 2002)

- Senador de Sarthe: 2005-2007 (Fue designado primer ministro en 2007)

- Alcalde de Sablé-sur-Sarthe: 1983-2001

- Teniente de alcalde de Sablé-sur-Sarthe: 1981-1983

- Presidente del Consejo Regional de Pays-de-la-Loire: 1998-2002

- Vicepresidente del Consejo Regional de Pays de la Loire: 2002-2004

- Miembro del Consejo Regional de Pays de la Loire: 2004-2007

- Presidente del Consejo General de la Sarthe: 1992-1998

- Vicepresidente del Consejo General de la Sarthe: 1985-1992

- Miembro del Consejo General de la Sarthe: 1981-1985